# Duets: Re-working The Catalogue
 (novembre 2022).
La mise en forme du texte ne suit pas les recommandations de Wikipédia : il faut le « wikifier ».
Les points d'amélioration suivants sont les cas les plus fréquents. Le détail des points à revoir est peut-être précisé sur la page de discussion.
- Les titres sont pré-formatés par le logiciel. Ils ne sont ni en capitales, ni en gras.
- Le texte ne doit pas être écrit en capitales (les noms de famille non plus), ni en gras, ni en italique, ni en « petit »…
- Le gras n'est utilisé que pour surligner le titre de l'article dans l'introduction, une seule fois.
- L'italique est rarement utilisé : mots en langue étrangère, titres d'œuvres, noms de bateaux, etc.
- Les citations ne sont pas en italique mais en corps de texte normal. Elles sont entourées par des guillemets français : « et ».
- Les listes à puces sont à éviter, des paragraphes rédigés étant largement préférés. Les tableaux sont à réserver à la présentation de données structurées (résultats, etc.).
- Les appels de note de bas de page (petits chiffres en exposant, introduits par l'outil «  Source ») sont à placer entre la fin de phrase et le point final[comme ça].
- Les liens internes (vers d'autres articles de Wikipédia) sont à choisir avec parcimonie. Créez des liens vers des articles approfondissant le sujet. Les termes génériques sans rapport avec le sujet sont à éviter, ainsi que les répétitions de liens vers un même terme.
- Les liens externes sont à placer uniquement dans une section « Liens externes », à la fin de l'article. Ces liens sont à choisir avec parcimonie suivant les règles définies. Si un lien sert de source à l'article, son insertion dans le texte est à faire par les notes de bas de page.
- La présentation des références doit suivre les conventions bibliographiques. Il est recommandé d'utiliser les modèles {{Ouvrage}}, {{Chapitre}}, {{Article}}, {{Lien web}} et/ou {{Bibliographie}}. Le mode d'édition visuel peut mettre en forme automatiquement les références.
- Insérer une infobox (cadre d'informations à droite) n'est pas obligatoire pour parachever la mise en page.

Pour une aide détaillée, merci de consulter Aide:Wikification.
Si vous pensez que ces points ont été résolus, vous pouvez retirer ce bandeau et améliorer la mise en forme d'un autre article.
Albums de Van Morrison
Born to Sing: No Plan B
(2012) The Essential Van Morrison
(2015)
Duets: Re-working the Catalogue est le 34e album studio enregistré par Van Morrison. Il est sorti le 13 mars 2015 sur RCA Records. Produit par Van Morrison avec Don Was et Bob Rock, il se compose de chansons précédemment enregistrées par Morrison mais cette fois en duo. Les performances incluent les artistes Bobby Womack, Steve Winwood, Mark Knopfler, Taj Mahal, Mavis Staples, Michael Bublé, Natalie Cole, George Benson, Gregory Porter, Clare Teal, P.J. Proby, Joss Stone, Georgie Fame, Mick Hucknall, Chris Farlowe et la fille de Van Shana Morrison.
Il s'agit du premier album de Van Morrison pour Sony Music depuis Blowin' Your Mind (Sony possède BANG).

## Réception critique
L'album a reçu un score Metacritic de 65 basé sur 10 critiques,[réf. nécessaire] indiquant des critiques généralement favorables. Mark Deming de AllMusic a pensé que c'était un "album honnêtement bon" dans lequel Van Morrison "a choisi des partenaires de duo avec intelligence". Il a jugé que "la voix de Van Morrison n'a pas la puissance et la force émotionnelle qu'il évoquait si facilement dans les années 70, mais son sens du phrasé est aussi émouvant et idiosyncrasique qu'il ne l'a jamais été", et bien que l'album soit "loin d'un triomphe, c'est une œuvre solide et sincère d'un artiste vétéran qui n'est pas sur le point de rendre l'âme."
L'album a fait ses débuts sur le Billboard 200 au n ° 23, et au n ° 2 du classement Top Rock Albums, se vendant à  21,000 exemplaires au cours de sa première semaine. L'album s'est vendu à 77 000 exemplaires aux États-Unis en août 2016[réf. nécessaire]. 

## Liste des chansons
| Duets: Re-working The Catalogue | Duets: Re-working The Catalogue                 | Duets: Re-working The Catalogue | Duets: Re-working The Catalogue | Duets: Re-working The Catalogue | Duets: Re-working The Catalogue | Duets: Re-working The Catalogue | Duets: Re-working The Catalogue | Duets: Re-working The Catalogue | Duets: Re-working The Catalogue |
| No                              | Titre                                           | Durée                           |                                 |                                 |                                 |                                 |                                 |                                 |                                 |
| ------------------------------- | ----------------------------------------------- | ------------------------------- | ------------------------------- | ------------------------------- | ------------------------------- | ------------------------------- | ------------------------------- | ------------------------------- | ------------------------------- |
| 1.                              | Some Peace of Mind (avec Bobby Womack)          | 5:15                            |                                 |                                 |                                 |                                 |                                 |                                 |                                 |
| 2.                              | If I Ever Needed Someone (avec Mavis Staples)   | 3:49                            |                                 |                                 |                                 |                                 |                                 |                                 |                                 |
| 3.                              | Higher than the World (avec George Benson)      | 3:48                            |                                 |                                 |                                 |                                 |                                 |                                 |                                 |
| 4.                              | Wild Honey (avec Joss Stone)                    | 6:22                            |                                 |                                 |                                 |                                 |                                 |                                 |                                 |
| 5.                              | Whatever Happened to P.J. Proby (avec PJ Proby) | 3:42                            |                                 |                                 |                                 |                                 |                                 |                                 |                                 |
| 6.                              | Carrying a Torch (avec Clare Teal)              | 4:52                            |                                 |                                 |                                 |                                 |                                 |                                 |                                 |
| 7.                              | The Eternal Kansas City (avec Gregory Porter)   | 4:10                            |                                 |                                 |                                 |                                 |                                 |                                 |                                 |
| 8.                              | Streets of Arklow (avec Mick Hucknall)          | 4:57                            |                                 |                                 |                                 |                                 |                                 |                                 |                                 |
| 9.                              | These are the Days (avec Natalie Cole)          | 3:51                            |                                 |                                 |                                 |                                 |                                 |                                 |                                 |
| 10.                             | Get on with the Show (avec Georgie Fame)        | 4:41                            |                                 |                                 |                                 |                                 |                                 |                                 |                                 |
| 11.                             | Rough God Goes Riding (avec Shana Morrison)     | 4:23                            |                                 |                                 |                                 |                                 |                                 |                                 |                                 |
| 12.                             | Fire in the Belly (avec Steve Winwood)          | 6:40                            |                                 |                                 |                                 |                                 |                                 |                                 |                                 |
| 13.                             | Born to Sing (avec Chris Farlowe)               | 3:59                            |                                 |                                 |                                 |                                 |                                 |                                 |                                 |
| 14.                             | Irish Heartbeat (avec Mark Knopfler)            | 5:14                            |                                 |                                 |                                 |                                 |                                 |                                 |                                 |
| 15.                             | Real Real Gone (avec Michael Bublé)             | 4:00                            |                                 |                                 |                                 |                                 |                                 |                                 |                                 |
| 16.                             | How Can a Poor Boy? (avec Taj Mahal)            | 6:34                            |                                 |                                 |                                 |                                 |                                 |                                 |                                 |
| 76:13                           |                                                 |                                 |                                 |                                 |                                 |                                 |                                 |                                 |                                 |

## Personnel
- Van Morrison - guitare acoustique, saxophone alto, chant
- Dave Keary - guitare, banjo
- Marcel Camargo, Ryan Lerman - guitare
- Paul Moore, Stanley Banks, Craig Polasko - basse
- David Garfield, Alan Chang - piano
- Paul Moran - Orgue Hammond, piano, bugle, trompette
- Jean Caze, Jumaane Smith, Justin Ray - trompette
- Christopher White - saxophone ténor et baryton, tin whistle
- Jacob Rodriguez - saxophone baryton
- Jake Saslow, Rob Wilkerson - saxophone alto
- Alistair White - trombone, euphonium
- Mark Nightingale, Joshua Brown, Nick Vayenas - trombone
- Jeff Lardner, Robbie Ruggiero, Khari Parker, Marion Felder - batterie
- Abass Nii Dodoo, Mike Osborn, Lilliana de Los Reys - percussions

## Invités
- Bobby Womack : Voix
- Mavis Staples : Voix
- Georges Benson ; Voix
- Joss Stone : Voix
- P J. Proby : Voix
- Clare Teal : Voix
- Gregory Porter : Voix
- Mick Hucknall : Voix
- Natalie Cole : Voix
- Georgie Fame : Voix
- Shana Morrison : Voix
- Steve Winwood : Voix
- Chris Farlowe : Voix
- Mark Knopfler : Voix
- Michael Bublé : Voix
- Taj Mahal : Voix